# Dermatoma

Visió anterior amb els dermatomes i principals nervis cutanis

Visió posterior

Dermatomes.

El dermatoma és l'àrea de la pell innervada per una arrel o nervi dorsal de la medul·la espinal. El concepte de dermatoma va sorgir com a resultat dels intents dels neuròlegs de finals del segle xix per correlacionar la fisiologia sensorial amb l'anatomia.
Els nervis cutanis són els que arriben a la pell i recullen la seva sensibilitat. Cada nervi cutani es distribueix en una certa zona de pell, anomenada dermatoma.
De cada segment de la medul·la sorgeixen un parell d'arrels posteriors o sensitives i un parell d'arrels anteriors o motores, que s'uneixen lateralment a nivell del foramen intervertebral per formar un nervi espinal mixt. Cadascun d'aquests innerva una franja de pell anomenada dermatoma, per això la totalitat de la superfície corporal pot considerar-se un veritable mosaic de dermatomes.
Els dermatomes estan localitzats en les regions anterior i posterior del cos i són consecutius al coll i el tors. Hi ha tants dermatomes com segments espinals, amb l'excepció de C1 que no recull informació sensitiva cutània. Cada dermatoma defineix una àrea de pell contigua, que és innervada per fibres sensitives d'almenys dues arrels posteriors, degut al fet que els dermatomes es superposen l'un sobre l'altre. D'aquesta manera, la interrupció d'una única arrel posterior no es tradueix en un dèficit sensitiu clar. Al tòrax i a l'abdomen, els dermatomes es distribueixen regularment com a discs superposats. A les extremitats, la disposició dels dermatomes és més complicada i el seu ordre és diferent en la cara anterior respecte a la part posterior de l'extremitat, a causa de la rotació embriològica dels membres a mesura que creixen des del tronc.

## Significat clínic
Els símptomes que es distribueixen seguint un dermatoma (per exemple dolor, prurigen intens o erupció cutània) poden indicar l'existència d'una patologia que englobi l'arrel nerviosa relacionada. L'afectació de la medul·la o una infecció vírica en són exemples. El dolor referit no segueix la trajectòria definida d'un nervi cutani i, per tant, es percep sense que un dermatoma individual estigui lesionat. Normalment s'estén per una àrea més àmplia i indica una alteració en un altre lloc distant com pot ser una víscera.
Els virus que es troben en estat latent en les ganglis nerviosos, com per exemple el virus de la varicel·la zòster que causa la varicel·la i l'herpes zòster, sovint provoquen dolor, erupció o ambdós amb un patró definit per dermatomes; però els símptomes pot ser que no apareguin en tot el dermatoma sinó només en una part. Rarament, les metàstasis cutànies de certs càncers sòlids, com les dels melanomes, tenen una disposició topogràfica zosteriforme i apareixen seguint el trajecte anatòmic dels dermatomes. En la neurofibromatosi segmentària, una forma atípica de la neurofibromatosi tipus I, les lesions produïdes per la malaltia amb freqüència s'arrangen linealment al llarg d'un dermatoma cervical o toràcic.
Algunes dermatosis purpúriques també cursen amb erupcions cutànies persistents de distribució dermatòmica. Una variant de liquen pla que es veu molt poques vegades i que pot ser conseqüent a un fenomen de Koebner produït després d'un traumatisme sobre una zona de pell on abans s'havia desenvolupat un herpes zòster, anomenada liquen pla zosteriforme, es caracteritza per l'aparició segmentària de lesions liquenoides al llarg d'un o més dermatomes. L'espiroadenoma ecrí és un infreqüent tumor, quasi sempre benigne, de les glàndules sudorípares. Per regla general es presenta com un nòdul solitari, però de vegades pot manifestar-se en forma de múltiples lesions que afecten diversos dermatomes.
L'exploració física acurada de la sensibilitat dels dermatomes és fonamental per determinar l'origen i l'abast de la corresponent lesió nerviosa. Identificar amb exactitud el trajecte dermatòmic ajuda a evitar complicacions iatrogèniques com, per exemple, el dolor inguinal crònic postquirúrgic en les intervencions d'hèrnia.

## Galeria

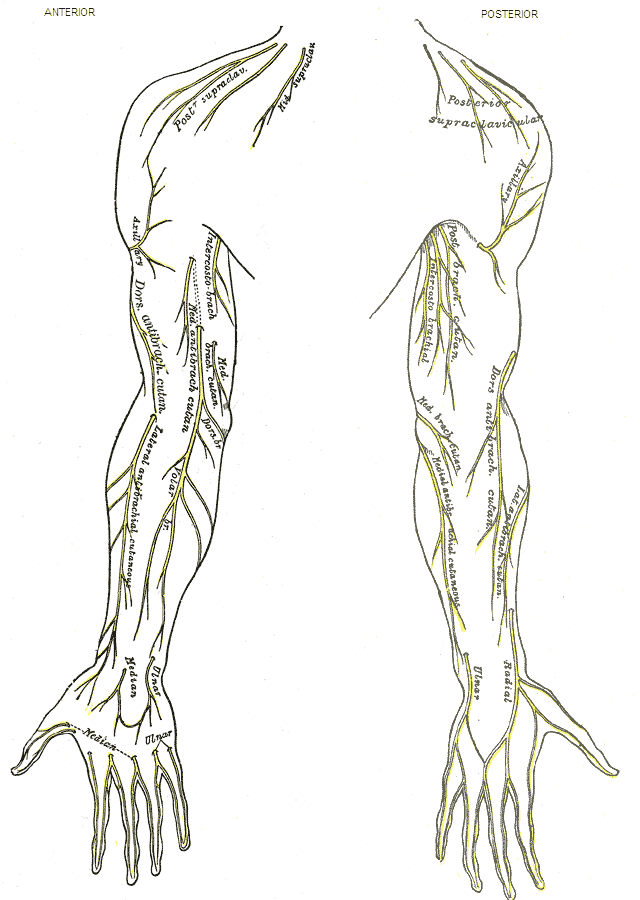
Nervis cutanis de l'extremitat superior
Diagrama de la distribució segmentària de l'extremitat dreta superior.
Extremitat inferior.
Peu.